# Ana Simões

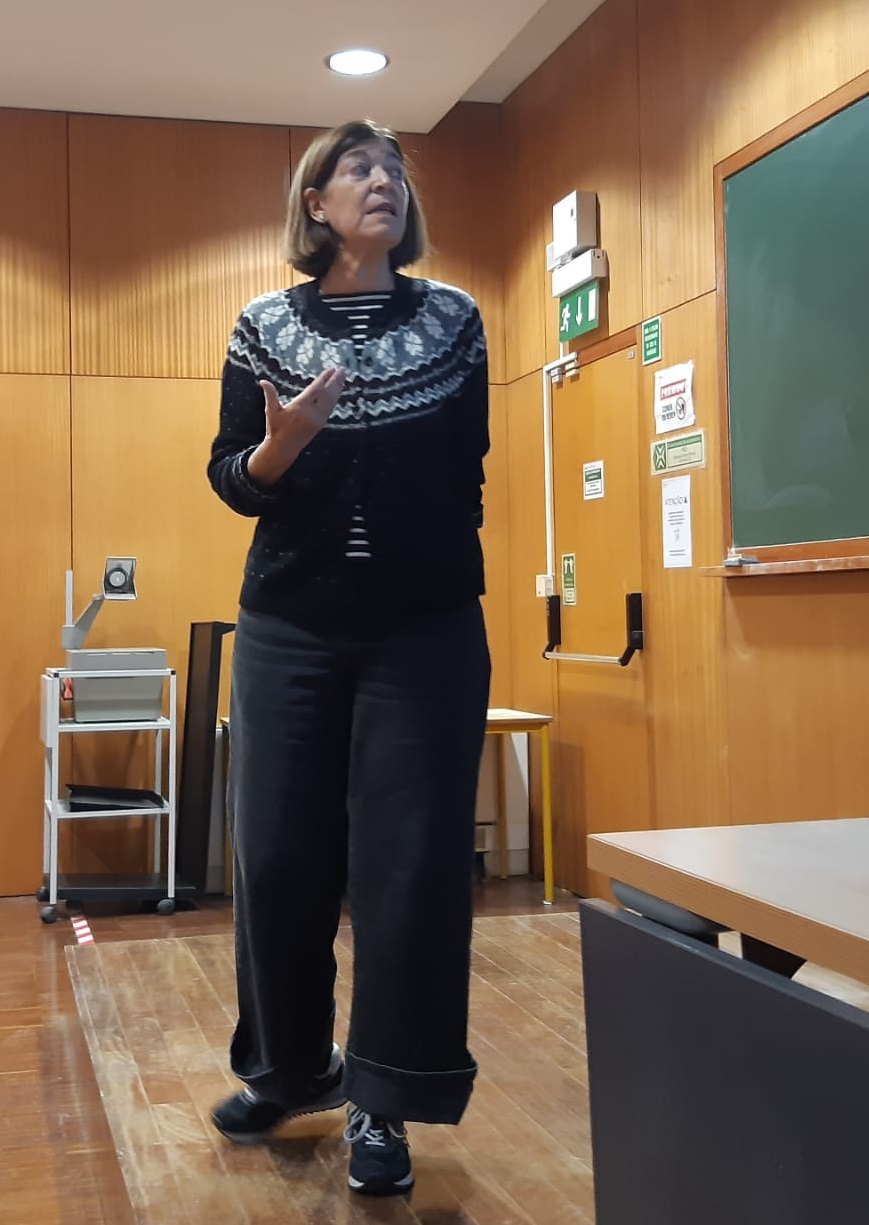
Investigadora da FCUL.

Ana Isabel Simões é uma historiadora da ciência, professora catedrática na Faculdade de Ciências da Universidade de Lisboa.
É filha do arquiteto Duarte Nuno Simões.

## Carreira
Simões é um dos membros fundadores do CIUHCT, é atualmente presidente do Departamento de História e Filosofia das Ciências, e é membro da European Society of History of Science.
Simões é a investigadora principal do projeto “E3GLOBAL. Einstein, Eddington and the Eclipse. A global history of the total solar eclipse of 1919” (2022-2025), financiado pela Fundação para a Ciência e a Tecnologia. De 2016 a 2019 foi a investigadora responsável do projeto “Visions of Lisbon. Science, technology and medicine (STM) and the making of a techno-scientific capital (1870-1940)”.

## Publicações
- Uma história da Faculdade de Ciências da Universidade de Lisboa (1911-1974). Portugal, 2013.
- Neither physics nor chemistry a history of quantum chemistry. MIT Press, 2012.
- Simões, Ana; Maria Paula Diogo; Ana Carneiro. Citizen of the world. A scientific biography of Abbé Correia da Serra. University of California, Berkeley: Institute of Governmental Studies Press. 2012.
- Cidadão do mundo: uma biografia científica do abade Correia da Serra. Porto Editora, 2006.[3]

## Prémios e honrarias
- Prémio Mulheres na Ciência (2016).[4]

- Presidente da European Society of History of Science.[5]